# Cotoneaster bullatus
Cotoneaster bullatus là loài thực vật có hoa trong họ Hoa hồng. Loài này được Bois mô tả khoa học đầu tiên năm 1904.

## Hình ảnh

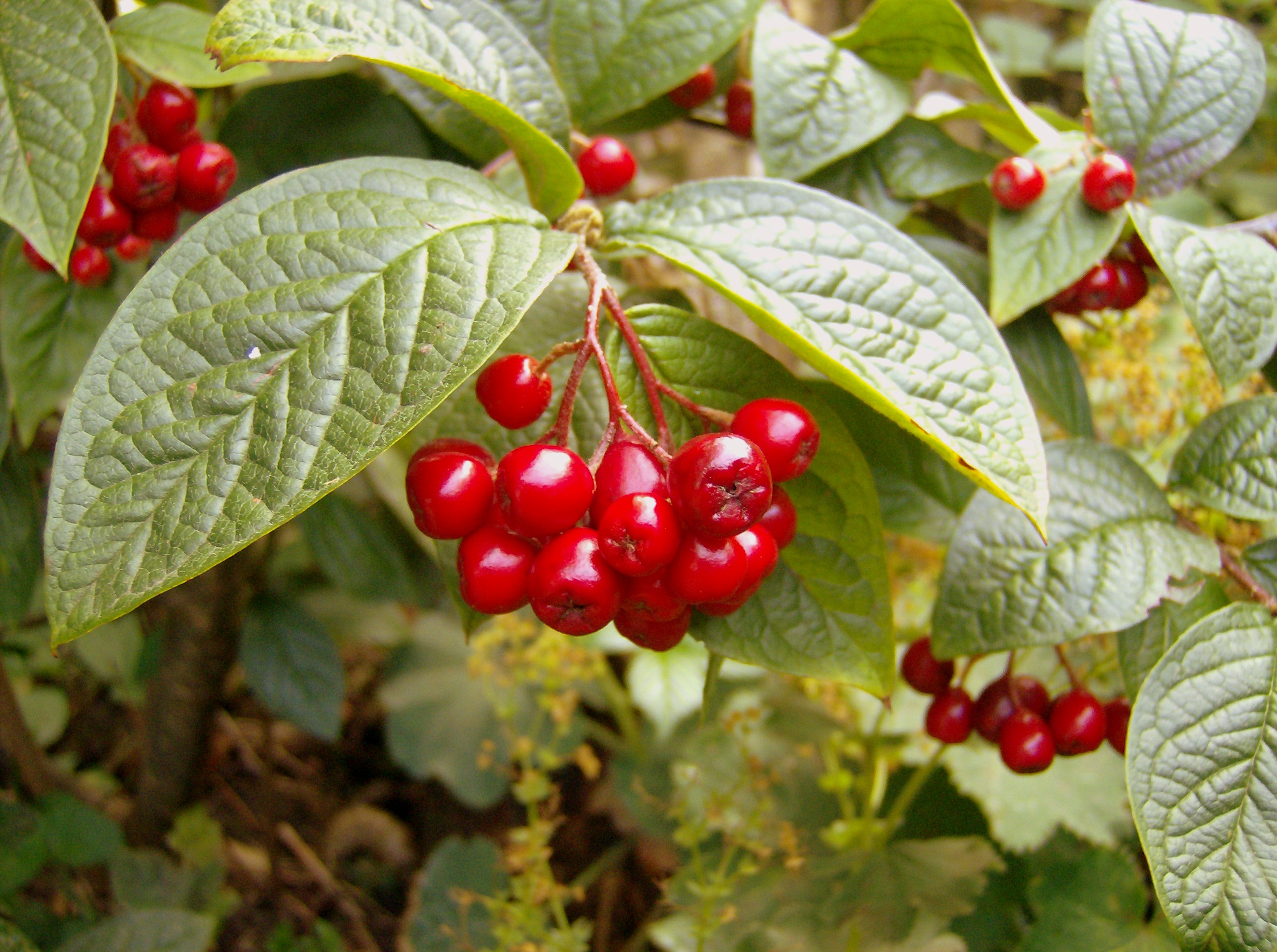
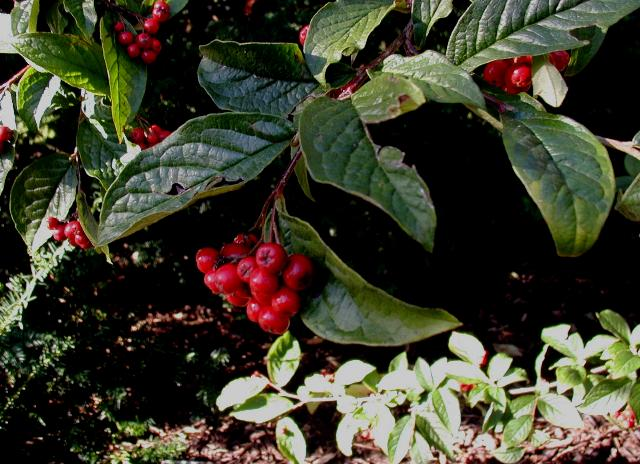
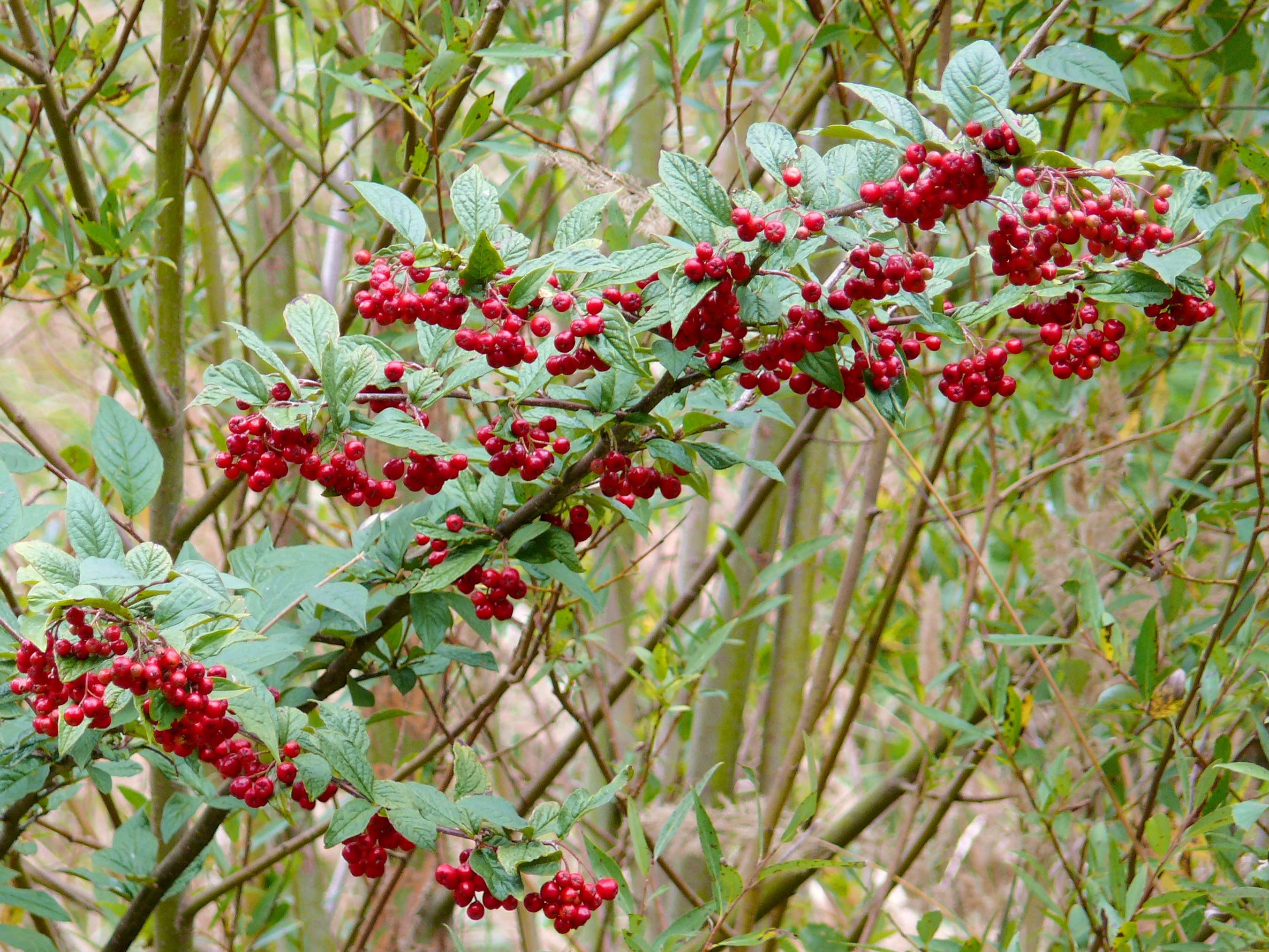
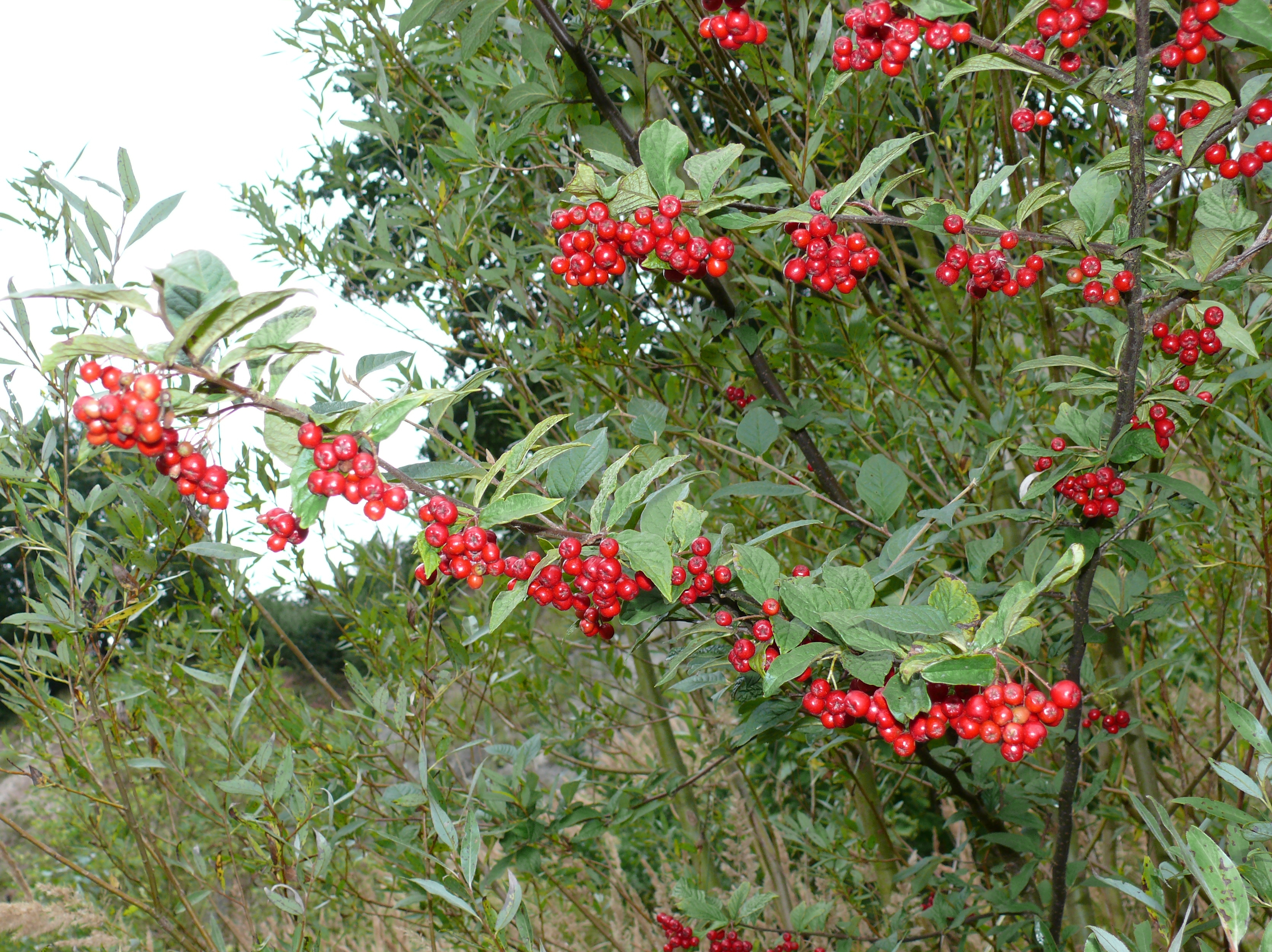